# Henry Wells (Offizier)

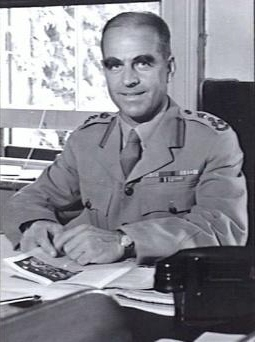
Henry Wells (1945)

Sir Henry „Bomba“ Wells, KBE, CB, DSO (* 22. März 1898 in Kyneton, Victoria; † 20. Oktober 1973 in Yarrawonga, Victoria) war ein australischer Generalleutnant, der zuletzt zwischen 1954 und 1958 Chef des Generalstabes des Heeres (Australian Army) sowie von 1958 bis 1959 erster Vorsitzender des Ausschusses der Stabschefs der Streitkräfte ADF (Australian Defence Force) war.

## Leben

### Offiziersausbildung und Zweiter Weltkrieg
Wells absolvierte eine militärische Ausbildung und fand nach deren Abschluss 1916 verschiedene Verwendungen als Offizier und Stabsoffizier. Nach seiner Beförderung zum Oberstleutnant am 26. Dezember 1940 war er während des Zweiten Weltkrieges zwischen dem 26. Dezember 1940 und dem 3. Juni 1941 Leitender Verbindungsoffizier des I. Australischen Korps sowie im Anschluss vom 4. Juni bis zum 30. Oktober 1940 Generalstabsoffizier für Operationen (G 2) des I. Australischen Korps. In dieser Zeit nahm er an der Schlacht um Griechenland sowie am Afrikafeldzug sowie am Syrisch-Libanesischen Feldzug (8. Juni bis 14. Juli 1941) teil. Daraufhin fand er nach seiner Beförderung zum Oberst am 1. November 1941 vom 1. November 1941 bis zum 8. März 1943 Verwendung als Generalstabsoffizier (G 1) der 9. Australischen Infanteriedivision. In dieser Zeit folgten Einsätze in der Ersten Schlacht von El Alamein (1. bis 31. Juli 1942) sowie der Zweiten Schlacht von El Alamein (23. Oktober bis 4. November 1942).
Am 9. März 1943 wurde Wells Brigadegeneral im Stab des II. Australischen Korps und verblieb in dieser Funktion bis zum 11. April 1944, wobei ihm am 28. April 1944 der vorübergehende Dienstgrad (Temporary Rank) eines Brigadegenerals verliehen wurde. Danach war er vom 12. April 1944 bis zum 16. September 1945 Brigadegeneral im Stab des I. Australischen Korps, mit dem er an der Schlacht um Neuguinea sowie der Operation Oboe (1. Mai 1945 bis 15. August 1945) teilnahm, der Befreiung des japanisch besetzten Borneo.

### Nachkriegszeit und Generalstabschef der ADF

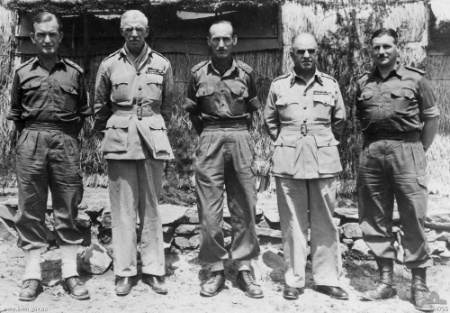
Generalleutnant Wells (2.v.r.) als Oberkommandierender der Streitkräfte des Commonwealth of Nations in Korea (British Commonwealth Forces Korea) mit anderen Offizieren während des Koreakrieges

Nach Kriegsende war Wells vom 3. Dezember 1945 bis zum 3. Februar 1946 zunächst zum Hauptquartier des Heeres abkommandiert, in dem er vom 4. Februar bis zum 14. März 1943 zunächst den Posten eines Brigadegenerals im Generalstab innehatte. Anschließend fungierte er zwischen dem 15. März und dem 15. Juli 1946 als Leiter der Abteilung Militärische Operationen und Planung im Hauptquartier des Heeres. Am 16. Juli 1946 wurde ihm der vorübergehende Dienstgrad eines Generalmajors verliehen und war als solcher vom 16. Juli bis zum 30. November 1946 Stellvertretender Chef des Generalstabes des Heeres. Im Anschluss wurde er am 30. November 1946 in den vorübergehenden Dienstgrad eines Brigadegenerals zurückversetzt und war zwischen dem 1. Dezember 1946 und dem 15. Februar 1948 Absolvent des Imperial Defence College (IDC) in London.
Nach seiner Rückkehr fungierte Wells vom 16. Dezember bis zum 31. Dezember 1948 erst als Kommandant der Ausbildungsgruppe. Nach seiner Beförderung zum Brigadegeneral und der Verleihung des vorübergehenden Dienstgrades als Generalmajor am 1. Januar 1949 löste er Brigadegeneral Eric Vowles als Kommandant des Royal Military College Duntroon. Diesen Posten hatte er bis zu seiner Ablösung durch Generalmajor Ronald Hopkins im Februar 1951 inne. Anschließend war er zwischen Februar 1951 und 1953 mit dem vorübergehenden Dienstgrad eines Generalleutnants Kommandierender General des Heereskommandos Süd (Southern Command). Zum Ende des Koreakrieges übernahm er als Nachfolger von Generalleutnant William Bridgeford den Posten als Oberkommandierender der Streitkräfte des Commonwealth of Nations in Korea (British Commonwealth Forces Korea) und verblieb auf diesem Posten bis zu seiner Ablösung durch Generalleutnant Rudolph Bierwirth 1954.
Am 16. Dezember 1954 löste Generalleutnant Wells Generalleutnant Sydney Rowell als Chef des Generalstabes (Chief of the General Staff) des Heeres (Australian Army) und hatte diese Funktion bis zum 22. März 1958 inne, woraufhin Generalleutnant Ragnar Garrett seine Nachfolge antrat. Am 2. Januar 1956 wurde er zum Knight Commander des Order of the British Empire (KBE) geschlagen, so dass er fortan den Namenszusatz „Sir“ führte. Zuletzt übernahm er am 23. März 1958 den neu geschaffenen Posten als Vorsitzender des Ausschusses der Stabschefs (Chairman, Chiefs of Staff Committee) der Streitkräfte ADF (Australian Defence Force). In dieser Funktion verblieb er bis zu seinem Ausscheiden aus dem aktiven Militärdienst am 22. März 1959 und wurde daraufhin von Vizeadmiral Roy Dowling abgelöst. Ihm wurde ferner der Titel eines Companion des Order of the Bath (CB) sowie der Distinguished Service Order verliehen.